# 吴姓

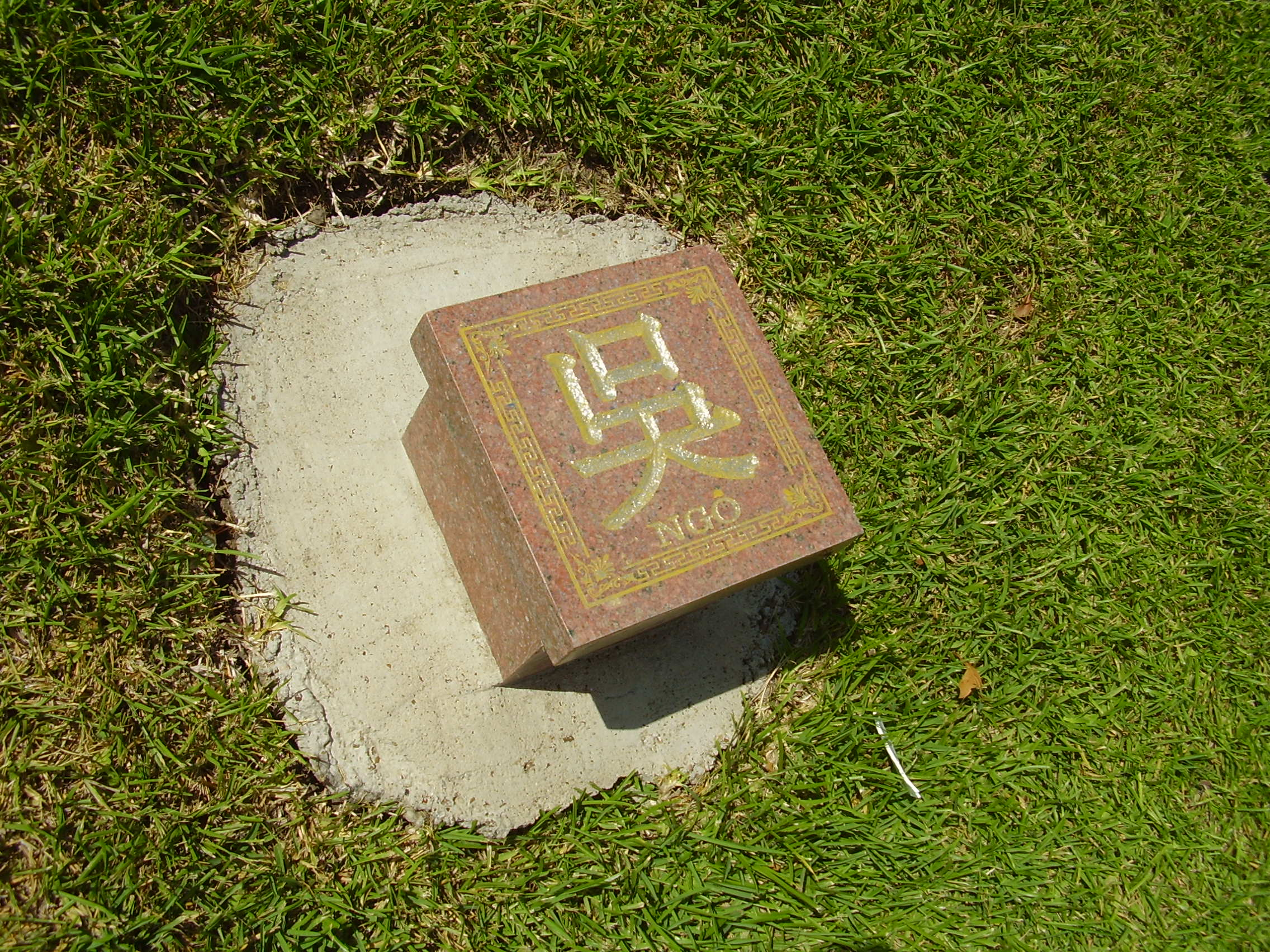
吴的越南國語字寫法「Ngô」

吳姓是漢族姓氏之一，在《百家姓》中排行第6位，據中華人民共和國公安部對中國大陸户籍管理部门的“全国公民身份信息系统”的統計數據顯示吳姓是第九大姓，在臺灣則是第七大姓。
在做自我介紹時，通常會將「吳」稱作「口天吳」；但實際上「吳」字的下方並非「天」而為「夨」，「口天」的「吴」為異體字。

## 來源
關於吳姓的來源主要有四種：
1. 上古時已有吳姓。一是舜的后代有封在虞的，因"虞"與"吳"音相近，故舜后有吳姓。一是炎帝時有吳權，其后亦有吳氏。[1]一是少康帝時有神箭手吳賀，其后有吳姓。
2. 出自姬姓，以國為氏，是黃帝軒轅氏的直系后裔。商時，黃帝的12世孫古公亶父（周太王）建立了周部落。太王有三子，其中小兒子季歷頗有才干，生子姬昌，姬昌出世時，有圣瑞出現，所以太王就屬意姬昌接位。太王的大兒子太伯和二兒子仲雍知道了父王的意思是先傳位給季歷，再傳位給姬昌，就決定自動讓賢，便一起南下荊蠻（周人敵視楚國的稱呼）。太伯和仲雍給當時比較落后的江南帶去了中原先進的文化，被當地土著推舉為君長，號稱句吳。太伯死后，由仲雍繼位。周武王（姬昌為文王，其子姬發為武王）滅商后，仲雍的3世孫周章為諸侯，國號改稱吳，并追封太伯為吳伯。至仲雍的第19世孫壽夢稱王，建都今江蘇吳縣。壽夢的第四子季札本該繼承王位，但他避而不受，逃到延陵以耕田為生。此后吳王壽夢的后裔分為兩支：一支在政治上發展，出現了吳王闔閭，吳王夫差等著名國君；另一支則是季札及其后裔獨立發展，人丁繁衍眾多，構成了當今吳姓的絕大部分。吳國被越國所滅后，其子孫便以國為氏，稱吳氏。
3. 颛顼帝时有吳回，吴回成为南方祝融部落的首领后，吴氏族不断发展壮大。[1]
4. 其他民族與漢族通婚或漢化改姓而有吳姓，如苗族、錫伯族、柯爾克孜族、朝鮮族、赫哲族等均有為吳姓者。
5. 日本也有吳姓。“吳”訓讀爲くれ。
6. 在韓國，吳"오"姓也頗為常見，官方羅馬拼法通常為"Oh"。

## 羅馬字譯寫
汉语拼音拼寫為“Wu”；中古汉语语言学家多拟音为“Nguo”；母語為广州话、苏州话的人士可能寫作“Ng”。越南语写作“Ngô”，转写为羅馬字时也可作“Ngo”。日语转写为羅馬字时作“Go”。朝鲜语（韩语）转写为羅馬字时应作“O”，但也经常写成“Oh”。母語為閩南語（泉漳話、潮汕話）的寫作“Ngo”、“Go”或者“Goh”。
马来西亚的福州人以"NGU"为英语书写字拼音

## 延伸阅读
[在维基数据编辑]
 《百家姓》
 《欽定古今圖書集成·明倫彙編·氏族典·吳姓部》，出自陈梦雷《古今圖書集成》

## 外部連結
- 黃帝祠-百家姓
- （简体中文）吳氏在線（页面存档备份，存于）
- （简体中文）中国姓氏排行(2007年4月24日)（页面存档备份，存于）
- （简体中文）中国姓氏排行榜 (2006年11月)